# Въоръжени сили на Бенин
Въоръжените сили на Бенин се състоят от армия (l'Arme de Terre), флот (Forces Navales Beninois) и народни военновъздушни сили (Force Aerienne Populaire de Benin). Бенинските въоръжени сили са едни от най-малките в Африка. Белгия е един от основните доставчици на армията, и осигурява обучение, боеприпаси и други запаси.

## Структура
- 3 пехотни батальона
- 1 парашутен батальон
- 1 танкова рота
- 1 артилерийска батарея
- 1 инженерен батальон

## Оборудване

### Лични оръжия
- АК-47 – автомат
- ППШ-41 – картечен пистолет
- 9К32 Стрела-2 - ПЗРК
- РПГ-7 – гранатомет
- LRAC F1 – противотанков гранатомет

### Возила
- ПТ-76 – лек танк (20)
- VBL – въоръжена бронирана кола (10)
- БРДМ-1 – лек бронетранспортьор
- БРДМ-2 – лек бронетранспортьор / разузнавателна кола (14)
- М8 Грейхаунд – бронирана кола (7)
- М113 – бронетранспортьор (16)
- Панхард – бронирана кола

### Артилерия
- Д-30 – гаубица
- L-118 – гаубица (12)
- М101 – гаубица (4)

### ПВО
- ЗПУ-4 – зенитна картечница
- 9К31 Стрела-1 – самоходен зенитно-ракетен комплекс (4)

## Военновъздушни сили
| Машина                               | Произход                     | Вид                               | Варианти  | В експлоатация | Бележки                            |
| ------------------------------------ | ---------------------------- | --------------------------------- | --------- | -------------- | ---------------------------------- |
| Агуста A109                          | Италия                       | разузнавателен / щурмови вертолет | A109HO    | 2              | още 2 ще бъдат доставени от Белгия |
| British Aerospace HS.748             | Великобритания               | транспортен вертолет              | HS.748    | 1              |                                    |
| de Havilland Canada DHC-6 Twin Otter | Канада                       | transport                         | DHC-6-300 | 1              |                                    |
| Дорние 28                            | Германия                     | транспортен самолет               | Do.28D-2  | 2              |                                    |
| Дъглас DC-3                          | САЩ                          | транспортен самолет               | C-47B     | 2              |                                    |
| Eurocopter AS 350 Ecureuil           | Франция · Германия · Испания | транспортен вертолет              | AS 350B   | 2              |                                    |
| Аеро Командър                        | САЩ                          | транспортен самолет               | 500B      | 1              |                                    |
| Aérospatiale SA 316 Alouette II      | Франция                      | транспортен вертолет              | SE-2120   | 1              |                                    |

## Военноморски флот
- ракетен катер клас Оса – 2
- две патрулни лодки, дарение от Китай